# Alltid på en onsdag
Alltid på en onsdag (engelska: Any Wednesday) är en amerikansk romantisk komedifilm från 1966 i regi av Robert Ellis Miller. Filmen är baserad på Muriel Resniks Broadwaypjäs med samma namn, som där spelades 983 gånger, från 1964 till 1966. I huvudrollerna ses Jane Fonda, Jason Robards och Dean Jones. Rosemary Murphy repriserar sin roll från Broadwayuppsättningen.

## Rollista i urval
- Jane Fonda – Ellen Gordon
- Jason Robards – John Cleves
- Dean Jones – Cass Henderson
- Rosemary Murphy – Dorothy Cleves
- Ann Prentiss – Miss Linsley
- Jack Fletcher – Felix
- King Moody – mjölkbud
- Monty Margetts – sköterska